# Leonard Hussey
Leonard Duncan Albert Hussey (Leytonstone, 6 maggio 1891 – Londra, 25 febbraio 1964) è stato un meteorologo ed esploratore britannico ha partecipato alla spedizione Endurance in Antartide guidata da Ernest Shackleton.
Nato nei pressi di Londra studia presso la London University dove si laurea in meteorologia, antropologia e psicologia. Dopo una spedizione antropologica in Sudan fa domanda a Shackleton per partecipare alla sua spedizione diretta in Antartide. Suonatore di benjo, dopo il naufragio dell'Endrance allieterà i naufraghi sull'isola Elephant in attesa dei soccorsi. 
Tornato in Inghilterra, combatte la prima guerra mondiale come artigliere nei fronti francese e russo. Nel 1922 viene contattato ancora da Shackleton per far parte dell'equipaggio della spedizione Quest, ma questa viene interrotta prima di raggiungere l'Antartide a causa della morte dell'esploratore irlandese.
Svolge la professione medica sino suo pensionamento nel 1960. Muore nel 1964.